# 2019冠狀病毒病北馬其頓疫情
2019冠狀病毒病北馬其頓疫情，介紹在2019冠狀病毒病疫情中，在北馬其頓發生的情況。

## 时间线
2月26日，北馬其頓確診了第一起病例。一名婦女在史高比耶的傳染病診所中檢測為陽性，她曾待在義大利一個月，且已經生病兩周，於當天駕駛一台廂形車，從義大利開往北馬其頓尋求醫療協助。衛生部長菲利普斯指出，廂形車上其他所有乘客都在接受檢測。
3月6日，一對位於中茹帕市镇巴蘭奇村的已婚夫妇，確診為第二和第三起病例。他們於2月27日從義大利布雷西亚乘車來到北馬其頓，並在與第一例相同的診所中檢測到陽性。 報告指出他們在3月2日開始出現症狀，但直至3月6日病症惡化時才進行檢測，並轉往史高比耶使二人能得到照顧。